# Jiří Melcl
Melcl Jiří (auch Georg Meltzel; Georg Melcelius; Meltzelius, Moltzel; * 1624 in Bischofteinitz; † 31. März 1693 in Prag) war ein böhmischer Komponist.

## Leben
Melcl war Mitglied des Prämonstratenserordens und von 1663 bis 1669 Chorregent an der Benediktkirche in Prag. Danach wirkte er in Saaz und den Klöstern Milevsko und Strahov. 
Er komponierte Messen, Vespern, Requiem und Te Deum, die in der Handschriftensammlung von Kremsier überliefert sind.